# Повесть о Мосохе
«Повесть о Мосохе» — легендарно-историческое сочинение XVII века. Рассказывает о внуке Ноя и сыне Иафета Мосохе (библейском Мешехе), который, согласно повести, породил «московитов» на берегах названной его именем реки Москвы сразу после Вавилонского столпотворения.
Повесть носит фантастичный характер. Произведение сходно по замыслу со «Сказанием о Словене и Русе», созданным в то же время.

## Происхождение
Согласно латинскому варианту грамоты Александра Македонского славянам, популярной в славянских странах фальсификации, «привилегия» была дана «роду Славян (genti Slavorum) или Мосхов» — «славному русскому роду» (glorioso stemmati Ruthico), власть которого распространяется от Варяжского моря до Каспийского. Три вождя Мосхов имеют несоответствующие славянской антропонимии имена Великосан, Хасан и Хауассан. Вступительная ремарка к «привилегии» сообщает, что она «извлечена из рукописных анналов этих самых Мосхов». Мосхи с эпохи Страбона были известны в Армении. В Средневековье они ассоциировались с библейским потомком Иафета Мосохом и жителями Московского царства. По этой причине данные конструкции уже в XVII веке вызывали интерес русских книжников.
Переориентация дара Александра со славянского мира в целом на Московскую землю свидетельствует о русских истоках латинского текста. По предположению А. С. Мыльникова этот текст на латыни составил Себастиан Главинич, который побывал в Русском государстве в составе австрийского посольства и подготовил «Донесение о Московии и московитах» (около 1665). В русской летописной традиции близкий текст сохранился в составе Мазуринского летописца последней четверти XVII века, определявшего пределы власти русских князей «от моря Варяжского даже до моря Хвалынского», что соответствует древнейшей географической номенклатуре «Повести временных лет», согласно которой Каспийское море называется Хвалынским.
Историография XVI—XVII века отождествляла библейских Мосоха с Москвой и Товала (Тобала, Фувала) с Тобольском. Большое число книжных легенд было синтезировано уже в польской хронике Матея Стрыйковского (1582), согласно которой некий Рус, представленный в качестве предка-эпонима русских назван братом или потомком Леха, эпонима поляков, и Чеха; общий их праотец — Мосох, сын Иафета. Однако в этом произведении Мосох не отождествлялся с Москвой, что означало бы идею старшинства Московского государства над Польшей.
Густынская летопись, украинская летопись начала XVII века, повествуя о происхождении Словенского народа, ориентируется преимущественно на южную, балканскую предысторию Славян или Руси. Славяне здесь возводятся к библейскому Мосоху — Москве, от которого ведут род «все Самарты (сарматы), Русь, Ляхи, Чехи, Болгаре». Славяне, согласно летописи, происходят от смешения потомков Мосоха с потомками Рифата, сына Гомера и внука Иафета. Подобно трудам польских историографов библейская родословная соединена с позднеантичной латинской традицией, согласно которой предками славян были венеты / венеды. С венетами сближались древние енеты, которых Гомер упоминал в качестве союзников троянцев. Из-под Трои они отступают в балканский Иллирик и далее к Венедицкому морю, где и основывают город Енецию / Венецию. Также они заселили Северное Причерноморье, где получили названия Сарматы или Аланы по имени своего воеводы «Аляна». Составитель летописи прямо указывает на западнославянские источники своего рассказа о енетах — предках славян, называя расселившихся в Причерноморье енетов «Роксоляны, аки бы Русь и Аляны». Балканская история славян в тексте Густынской летописи наделена особым значением: согласно произведению, славяне взимали дань с самих македонян, «дар Александра» получает «историческую» обоснованность. «Грамота Александра Македонского» в Густынской летописи восходит к тексту польской Хроники Мартина Бельского.
Повесть о Мосохе XVII века является сочинением учёного историка, который конструировал происхождение «Московского государства» от Мосоха, якобы опираясь на научные данные. Автор был начётчиком, который пользовался своими знаниями для конструирования фантастического нарратива в духе мифов Нового времени, а также отчасти мистификатором. Заглавие повести в ряде хронографов указывает, что повесть была составлена «из двух хроник польских, которые свидетельствованы с греческой, и с чешской, и с венгерской
хроникой». Отсылки «к множеству хроник» польских и венгерских читаются также в тексте, где упомянуты также Ксенофонт и некий древний «писец римский». В дейстительности источники повести находятся среди польских сочинений, которые развивали «сарматскую теорию». Так, А. Н. Попов указал, что «лист» (грамота) Александра Македонского (в другой редакции, чем в составе Повести о Словене и Русе), со ссылкой на чешскую хронику процитирована по Хронике Мартина Бельского.

## Содержание
Согласно повести, Мосох — «шестой сын Афетов, внук Ноев», «шедше от Вавилона с племенем своим». Он сделал остановку на реке, названной по его имени Москвой, и «народил московитов от своего имени». Потомками этих «московитов» была разрушена Троя. Ими была основана Венеция. Они стали первыми насельниками «Римской области», этрусками, русский язык которых впоследствии «извратился». Они пленили Филиппа, отца Александра Македонского. Они завоевали Рим и стали его владыками ещё до того, как на Рим пришли готы и др. Хотя «един московский народ» населил почти всю Европу, это, «аще и разны имяны, но вси един московский народ»; «истинный же столп языка славянского в Московстей земли».

## Распространение и влияние
Автор Повести о Мосохе «привязал» вымышленных героев и события к канве исторических сочинений, которые имели хождение на Западе и были хорошо известны в России, что мотивировало учёных книжников проверить его сведения. Повесть о Словене и Русе не обладала такими минусами. Эта новгородская повесть в свою эпоху ни разу не была подвергнута критике, в отличие от не менее фантастичного произведения, Повести о Мосохе. Московские и уездные авторы, рассматривавшие Москву как центр мира, уступили первенство в русской истории Новгороду, хотя располагали Повестью о внуке Ноя Мосохе, который породил «московитов» на берегах названной в его честь реки Москвы сразу после Вавилонского столпотворения.
Патриаршими летописцами Повесть о Мосохе и Повесть о Словене и Русе и были внесены в созданный при дворе патриарха Иоакима Русский Хронограф третьего разряда третьей редакции, разошедшийся по стране в большом количестве списков. Присутствие двух данных повестей А. Н. Попов назвал наиболее заметной особенностью произведения. Разные редакции Русского Хронографа, наряду со Степенной книгой, были основными четьими историческими книгами.
«Синопсис» архимандрита Киево-Печерского монастыря Иннокентия Гизеля 1674 года в своеобразном изложении включил Повесть о Словене и Русе и Повесть о Мосохе. Массовое для своего времени издание оказало заметное влияние на широкого читателя и книжную среду, которые легко смешивали мало совместимые истории двух повестей. «Синопсис» использует «грамоту Александра» и называет Мосоха «прародителем славеноросским».
«Синопсис» приобрёл большое значение для более поздней российской историографии. Иннокентием Гизелем была воспринята польская традиция, которая возводила славян к сарматам с конструкциями о «народе роксоланстем» — славеноросском. Прародитель славеноросского — московского народа (праотец «всей Руси») — библейский Мосох. Конструкции с Роксоланом и Мосохом были взяты из польской историографии; Гизель пользовался также Густынской летописью. Эти конструкции бессвязны и противоречивы: Польша претендует на всю «Сарматию» от Балтийского до Чёрного моря, Московское государство — на территорию Восточной Европы. Претензия Москвы заключалась в стремлении быть древним центром славянского мира.
Составитель чернового автографа Новгородской Забелинской летописи, созданного в 1670—1680-х годах, заимствовал повесть о Словене и Русе из ранней (новгородской) редакции Патриаршего свода 1652 года, а повесть о Мосохе читал, делая ссылки, в тексте «Синопсиса». Он упрекнул автора «Синопсиса» в смешивании «верных» сведений о Словене и Русе с недостоверной, по его мнению, Повестью о Мосохе. Мотивацией летописца был не только местный патриотизм. Ввиду своего содержания Повесть о Мосохе давала больше причин для сомнений, чем Повесть о Словене и Русе.
Учёный новгородец Исидор Сназин интегрировал элементы Повести о Мосохе в Повесть о Словене и Русе. В декабре 1682 года он завершил свой Мазуринский летописец. Сназин разделил повесть о Словене и Русе на летописные статьи и переработал содержание следующим образом. 2242 год от сотворения мира — Всемирный потоп; 2244 год — Афет получил от Ноя западные и северные страны, а «по малом времени» его правнуки Скиф и Казардан основали Великую Скифию. В то же время Мосох, шестой сын Афета, ушёл от Вавилона со своим племенем, в 2373 году (3135 году до Рождества Христова) прибыл в район севернее Чёрного и Азовского морей, где «народил московитов». «Московиты» и являются скифами, которые в 3099 году (2409 году до н. э.) отправились на поиски новых земель во главе с князьями Словеном и Русом. Замысловатое сочинение Сназина не получило популярности и сохранилось в одном списке.
Повесть о Мосохе уступала в популярности Повести о Словене и Русе, но время от времени вписывалась, как минимум в сокращении или отсылках, в тексты учёных сочинений. Так, её включила в себя сокращённая редакция Патриаршего летописного свода 1680-х годов и в основанный на этой летописи «Хронографец» чудовского иеромонаха Боголепа Адамова 1688 года.
В конце XVII века Тимофеем Каменевичем-Рвовским, иеродьяконом Холопьего монастыря на Мологе, на основе Повести о Словене и Русе и Повести о Мосохе были составлены разные тексты. В его широко известном «Летописце от Создания мира», который некоторые авторы считают Иоакимовской летописью или отражением последней, Повесть о Словене и Русе заменяет древнейшую историю до императора Клавдия, сравнительно с использованным им «летописцем о царех». Повествование о Мосохе в рамках сказания «О зачале царствующаго великаго града Москвы, како исперва зачася» Тимофей включил в другой летописец. 6 августа 1684 года Тимофей начал текстом Повести о Словене и Русе «Книгу, именуемую историа еллиногрецкая и грекословеньская», а затем «Летописец вкратце колена российских людей». Обе повести Тимофей объединил в ещё одном широко известном со времен Николая Карамзина произведении 1699 года «Историчествующее и древнее описание и сказание всем вам есть во указание: о начале родов московскаго рода и Словенороссийскаго превеликаго народа, и о преименовании их, и о зачале превеликих градов их, царствующего и предвеликаго и первопредбытнаго града Москвы, и государствующаго второпредбытнаго же Великаго Новаграда». Автор перешёл к москвоцентризму, поместив Москву Мосоха на первое, а Новгород, Великий Словенск Словена и Руса, на второе место.
Тимофей писал: «Прииде же Мосох Иафетович, шестой сын Иафетов, господарь наш и князь первый, в страну Скифскую великую и Землю нашу сию, так предъименуемую, на места селения сего Московского, на ней же земле мы ныне жительствуем… Сию же реку тогда сущую безъимениту бывшую от исперва, он Мосох князь по пришествии своем и поселении прекрасном и излюбленном преименовал ю Мосох князь по имени своему, самого себя и жены своея княгини прекрасные и предлюбезные, нарицаемые Квы. И тако по сложению общекупному имен их, князя нашего Моса и княгини его Квы красная преднаречеся… Сей же Мосох князь Московский бысть и началородный нам и первый отец не токмо же Скифо-Москво-Славено-Российским людям, но и всем нашим своеродным государствам премногим…». Там же Тимофей утверждал, что река Яуза была названа Мосохом по именам его сына Я и дочери Вузы.
Известный писатель и просветитель Димитрий Ростовский знал обе повести, но использовал в своём произведении «Летопись, сказующая деяния от начала мира бытия до Рождества Христова» только повесть о Словене и Русе. Последняя целиком была включена в петровский официозный текст «Подробную летопись от начала России до Полтавской баталии», где из повести о Мосохе даётся только краткий отрывок о наречении его именем «народа московскаго и царственнаго града».
Михаил Ломоносов был сторонником «сарматской теории» происхождения славян. Как и средневековые историографы он стремился совместить античную учёную традицию с библейской генеалогией народов. Ломоносов, следуя польским историографам, возвёл славян-венетов (сарматов) Европы к енетам, которые были участникам Троянской войны в Азии. Эта конструкция облегчила отождествление последних с мосхами Страбона и библейским Мосохом.
Шведский дипломат Петрей (1615) объявлял великого князя Московского, соперника Швеции, потомком «гнусного и жестокого» Мосоха. Московию Петрей отождествлял с Мосохом: «гнусным и жестоким нравами и привычками, также и своими грубыми и отвратительными делами». Мосох поселился «между реками Танаисом, Борисфеном, Волгою и Москвою, где еще и ныне живут его потомки».

## Критика
В 1725 году академик-востоковед Готлиб Байер провёл критическое изучение источников по истории Руси и России. Обратившись к традиционной российской историографии, он показал, что позднесредневековая хронография подменяла историко-географический подход генеалогическим. Народы, которые в древности проживали на территории России (скифы и сарматы), изображались предками славян. Эта конструкция опиралась на библейскую генеалогию, согласно которой ряд народов происходили от потомка Иафета Мосоха, с чьим именем традиционная историография связывала название Москвы.
Исследователи библейских текстов обращали внимание на невразумительность ассоциаций Мосоха с Москвой: в библейских текстах Мосох / Мешех ассоциировался с варварским народом. Царь Давид сетовал в псалме 119 (5): «Горе мне, что я пребываю у Мосоха, живу у шатров Кидарских».